# Märta de Laval
Märta de Laval, född 26 november 1897 i Göteborg, död 20 augusti 1989 i Stockholm, var en svensk journalist och radioprogramledare. Hon var bland annat verksam vid Sveriges radio, där hon ledde programserier för äldre. Hon recenserade också barnlitteratur i olika medier, samt gav 1955 ut bilderboken Trulsa hos mormor tillsammans med Anna Riwkin-Brick. Under några år var hon också redaktör för medlemstidningen i Sveriges Husmodersföreningars riksförbund.

## Biografi
De Laval föddes 1897 i Göteborg. Hon var dotter till Knut Bildt, överingenjör, och Anna, född Wessman. Hon växte upp i Kiruna, och gick i skola i Umeå. Hon bedrev socialstudier vid Centralförbundet för Socialt Arbete. Mellan 1920 och 1922 deltog hon i Röda korsets hjälpaktioner i Wien, som drabbats mycket hårt ekonomiskt av första världskriget.
Mellan 1926 och 1931 var hon Sveriges Husmodersföreningars Riksförbunds sekreterare, och till och med 1951 dess medlemstidnings redaktör. Därefter hade hon ett antal olika styrelseuppdrag. 1944-1953 var hon ledamot av styrelsen för Hemmens forskningsinstitut, och hon var ledamot av 1946 års skolkommission. Under åtta år, mellan 1956 och 1964, var hon en ledamot i Nordiska barnfilmnämnden. Mellan 1957 och 1969 var hon också radioproducent vid Sveriges radio, och ledde in på 1970-talet radioprogram för äldre lyssnare. Bland annat ledde hon en radioserie som kallades för "För oss äldre", och där program som "Så minns vi 90-talet" och "Vägskäl i min ungdom" ingick.
1955 utgav hon tillsammans med Anna Riwkin-Brick en fotobilderbok, Trulsa hos mormor. Hon recenserade också barnlitteratur i olika tidningar samt i radio. Märta de Laval är begravd på Norra begravningsplatsen utanför Stockholm.